# Voyageur (ciruela)
Voyageur es una variedad cultivar de ciruelo (Prunus domestica), de las denominadas ciruelas europeas.
Una variedad de ciruela criada en 1973 en la « "Horticultural Research Institute of Ontario" », Vineland Station, Canadá, como plántula de 'Ruth Gerstetter'.
Las frutas tienen piel color rojo violeta a azul violeta oscuro con grandes lenticelas de color marrón amarillento en la cáscara, recubierta de abundante pruina, fina, azuladauna, y pulpa de color amarillo verdoso es de textura firme y muy jugosa. Los frutos tienen un alto contenido de azúcar.

## Historia
'Voyageur' variedad de ciruela europea que fue obtenida en 1973 por G. Tehrani en la « "Horticultural Research Institute of Ontario" », Vineland Station, Canadá, como plántula de 'Ruth Gerstetter'.
'Voyageur' está cultivada en diversos bancos de germoplasma de cultivos vivos, tales como en National Fruit Collection (Colección Nacional de Fruta) de Reino Unido con el número de accesión: 1984-068 y Nombre Accesión : Voyageur. Fue introducida en los circuitos comerciales en 1987.

## Características
'Voyageur' árbol de porte pequeño crece de moderado a exuberante, el hábito se forma erecto a semi erecto, luego a extendido. Se recomienda adelgazamiento debido a la gestación abundante. Flor blanca, que tiene un tiempo de floración que comienza a partir del 2 de abril con el 10% de floración, para el 7 de abril tiene una floración completa (80%), y para el 16 de abril tiene un 90% de caída de pétalos.
'Voyageur' tiene una talla de tamaño mediano de forma ovalada alargada, ligeramente asimétrica, con peso promedio de 30.40 g;epidermis tiene una piel color rojo violeta a azul violeta oscuro con grandes lenticelas de color marrón amarillento en la cáscara, recubierta de abundante pruina, fina, azulada; sutura con línea poco visible, de color algo más oscuro que el fruto. Situada en una depresión muy suave, algo más acentuada junto a cavidad peduncular; pedúnculo de longitud mediano, fuerte, con una longitud promedio de 10.335 mm; pulpa de color amarillo verdoso es de textura firme y muy jugosa. Los frutos tienen un alto contenido de azúcar.
Hueso muy adherente, grande, alargado, asimétrico, con el surco dorsal muy ancho y profundo, los laterales más superficiales, zona ventral poco sobresaliente, superficie rugosa.
Su tiempo de recogida de cosecha se inicia en su maduración en la última decena de agosto. Muy sensible al agrietamiento. La producción es temprana y regular.

## Usos
Se usa comúnmente como postre fresco de mesa buena ciruela de postre de fines de verano.
También se usa por su alto contenido de azúcar lo convierte en una excelente opción para enlatar y secar.

## Características y precauciones
La fertilidad es muy alta, pero el árbol a menudo fructifica en racimos, lo que, junto con la piel delgada de la fruta, provoca una propagación bastante significativa de la pudrición de monilia. Es necesario llevar a cabo una protección química, o al menos eliminar regularmente las frutas podridas de los racimos.